# Flitskapitaal
Flitskapitaal betreft grote bedragen die gebruikt worden voor kort lopende transacties (van enkele minuten tot enkele dagen). In het begin van de 21e eeuw betreft ongeveer 98% van alle financiële transacties flitskapitaal. Slechts 2% van alle financiële transacties zijn ten behoeve van de ‘echte’ economie – de economie van niet-financiële producten en diensten.
Dit zijn grote geldbedragen die dagelijks over de wereld heen en weer gaan, vooral in de vorm van aandelen en valuta.
Dit zijn grote bedragen die gebruikt worden om kort lopende transacties mee uit te voeren.
Het geld zoekt voortdurend zijn weg naar de plekken waar het meeste rendement gehaald kan worden. Deze speculatieve handel heeft tot doel winst te maken uit de veranderingen in de waarde van de munteenheden zelf.